# Amakusanthura koonyumae
Amakusanthura koonyumae är en kräftdjursart som beskrevs av Bamber 1997. Amakusanthura koonyumae ingår i släktet Amakusanthura och familjen Anthuridae. Inga underarter finns listade i Catalogue of Life.